# Karmen Mar
Karmen Mar, slovenska šahistka, mednarodna mojstrica (wIM), * 14. julij 1987, Maribor.
Marova je najmlajša slovenska ženska mednarodna mojstrica (naziv osvojila s 16. leti). Od leta 1998 do leta 2009 je bila registrirana za šahovski klub Triglav Krško. Od leta 2010 je članica šahovskega društva Kočevje.
Rezultati:
- mladinska prvakinja Slovenije v konkurencah do 12 let 1999, do 14 let 2000 in do 18 let 2005
- mladinska viceprvakinja Slovenije v konkurencah do 14 let 2001 in do 16 let 2003
- 3. mesto na državnem prvenstvu v članski konkurenci leta 2002
- 14. mesto na evropskem prvenstvu do 14 let 2001
- 22. mesto na svetovnem prvenstvu do 12 let 1999
- 23. mesto na svetovnem prvenstvu do 18 let 2005
- 1. mesto na Srednjeevropskem ekipnem pokalu za ženske 2005

Nastopala je v slovenski reprezentanci na 35. šahovski olimpijadi leta 2002 na Bledu. Ekipa je zasedla 54. mesto.
Oktobra 2002 je bila najmočnejša Slovenka z ratingom FIDE 2289. Trenutni rating FIDE 2271.